# Afrikaspiele 2023/Tennis
Bei den Afrikaspielen 2023 in Accra fanden vom 16. bis 23. März 2024 sechs Wettbewerbe im Tennis statt. Ausgetragen wurden die Spiele im Borteyman-Sportkomplex.

## Zeitplan
| Datum            | Sa. 16.                 | So. 17.                 | Mo. 18.                 | Di. 19.                 | Mi. 20.                 | Do. 21. | Fr. 22.    | Sa. 23. |
| ---------------- | ----------------------- | ----------------------- | ----------------------- | ----------------------- | ----------------------- | ------- | ---------- | ------- |
| Herreneinzel     | 1. Runde bis Halbfinale | 1. Runde bis Halbfinale | 1. Runde bis Halbfinale | 1. Runde bis Halbfinale | 1. Runde bis Halbfinale | Finale  |            |         |
| Herrendoppel     |                         | 1. Runde bis Halbfinale | 1. Runde bis Halbfinale | 1. Runde bis Halbfinale | 1. Runde bis Halbfinale | Finale  |            |         |
| Dameneinzel      | 1. Runde bis Halbfinale | 1. Runde bis Halbfinale | 1. Runde bis Halbfinale | 1. Runde bis Halbfinale | 1. Runde bis Halbfinale | Finale  |            |         |
| Damendoppel      |                         | 1. Runde bis Halbfinale | 1. Runde bis Halbfinale | 1. Runde bis Halbfinale | 1. Runde bis Halbfinale | Finale  |            |         |
| Herrenmannschaft |                         |                         |                         |                         |                         |         | Halbfinale | Finale  |
| Damenmannschaft  |                         |                         |                         |                         |                         |         | Halbfinale | Finale  |

## Bilanz

### Medaillenspiegel
| Platz  | Land           | Gold | Silber | Bronze | Gesamt |
| ------ | -------------- | ---- | ------ | ------ | ------ |
| 1      | Tunesien       | 3    | —      | 2      | 5      |
| 2      | Ägypten        | 2    | 2      | 5      | 9      |
| 3      | Kenia          | 1    | 1      | —      | 2      |
| 4      | Simbabwe       | —    | 2      | —      | 2      |
| 5      | Nigeria        | —    | 1      | 1      | 2      |
| 6      | Elfenbeinküste | —    | —      | 1      | 1      |
| 6      | Marokko        | —    | —      | 1      | 1      |
| Gesamt | Gesamt         | 6    | 6      | 10     | 22     |

### Medaillengewinner
Männer
| Disziplin  | Gold                         | Silber                           | Bronze                       |
| ---------- | ---------------------------- | -------------------------------- | ---------------------------- |
| Einzel     | Moez Echargui                | Benjamin Lock                    | Mohamed Safwat               |
| Einzel     | Moez Echargui                | Benjamin Lock                    | Aziz Dougaz                  |
| Doppel     | Aziz Dougaz Skander Mansouri | Benjamin Lock Courtney John Lock | Moez Echargui Aziz Ouakaa    |
| Doppel     | Aziz Dougaz Skander Mansouri | Benjamin Lock Courtney John Lock | Fares Zakaria Mohamed Safwat |
| Mannschaft | Tunesien                     | Ägypten                          | Elfenbeinküste               |

Frauen
| Disziplin  | Gold                      | Silber                          | Bronze                                     |
| ---------- | ------------------------- | ------------------------------- | ------------------------------------------ |
| Einzel     | Angella Okutoyi           | Lamis Alhussein Abdel Aziz      | Mayar Sherif                               |
| Einzel     | Angella Okutoyi           | Lamis Alhussein Abdel Aziz      | Sandra Samir                               |
| Doppel     | Merna Refaat Sandra Samir | Angella Okutoyi Cynthia Wanjala | Divine Dasam Nweke Barakat Oyinlomo Quadre |
| Doppel     | Merna Refaat Sandra Samir | Angella Okutoyi Cynthia Wanjala | Lamis Alhussein Abdel Aziz Mayar Sherif    |
| Mannschaft | Ägypten                   | Nigeria                         | Marokko                                    |